# Erari
|  | Aquest article tracta sobre Aquest article és sobre el tresor o erari romà. Si cerqueu per la classe social dels eraris, vegeu «Eraris». |

Erari (aera'rium) era el tresor públic de l'antiga Roma. Tenia la seva seu al temple de Saturn, al Capitoli, i era un dipòsit del tresor, incloent monedes i documents de l'estat (contractes, comptes dels governadors provincials al deixar les seves províncies, les Acta Senatus o actes del Senat i documents financers).
L'erari pagava als magistrats, incloent-hi els governadors provincials i els seus apparitores, comites i altres i es creu que va continuar pagant durant el segle iii malgrat les dificultats.
L'erari era controlat per uns funcionaris anomenats prefectes de l'erari (praefecti aerari), amb rang pretorial, que eren designats per l'Emperador. Efectuaven qualsevol pagament que els ordenés el Senat romà (dins de les seves atribucions) o l'Emperador. Els prefectes de l'erari tenien també limitades atribucions judicials sobre els deutes al tresor. Per la resta, la seva funció era de simple custòdia dels diners, d'or o de documents.
No se sap res dels mitjans de comptabilitat, de com arribaven els diners al tresor, de com s'enviaven a les províncies, de com es distribuïen els diners a les tropes i funcionaris ni altres aspectes del funcionament d'aquest organisme. No obstant això, es pot establir amb seguretat que no es redactava un pressupost anual o una comptabilitat general i que l'erari era una reminiscència de les antigues institucions de les ciutats estat, poc adequada per al bon funcionament financer d'un imperi.
Probablement hi havia dipòsits de l'erari en més d'una ciutat, i dins de l'erari hi havia diverses seccions: l'erari propi; l'erari secret (aerarium sanctius), una reserva per a casos extraordinaris (procedent del 5% de l'impost de manumissions); l'erari de Ceres, on es dipositaven l'import de les multes; i l'erari militar (aerarium militare), on es dipositaven els fons per a l'exèrcit, i dels quals l'Emperador en podia disposar lliurement.
Després de la proclamació de la república els diners públics es van dipositar, a proposta de Valeri Publícola, al temple de Saturn i així va seguir fins avançat l'imperi. A part dels diners i els papers de pagaments i deutes, el tresor el formaven altres elements: els estendards de les legions, les lleis gravades en tauletes de bronze; còpies dels decrets del senat (els originals es guardaven al temple de Ceres sota custòdia dels edils); i altres documents com informes, tractats, despatxos als i dels governadors, ambaixades...
L'erari era el tresor comú però hi havia altres eraris: L'erari públic, que era el tresor del populus (els patricis) format pel botí guanyat a les guerres, que va existir probablement fins al 450 aC.
Després de l'ocupació de Roma pels gals l'erari va ser dividit en Comú, on es dipositaven les taxes regulars i del que es treien els diners necessaris per les despeses, i l'Erari Sant o Sagrat (aerarium sanctum o sanctius) una reserva que només es tocava en cas de perill extrem.
L'erari es nodria primer del botí a les guerres i alguns tributs (tributum, vectigalia) però després del 357 aC per la llei Manlia de vicesima manumisorum de l'any 357 aC es van establir taxes del cinc per cent de les manumissions que van augmentar el tresor i es va incrementar espectacularment després de les conquestes romanes a l'Orient. Sul·la o Juli Cèsar van usar l'erari per finançar les guerres civils.
Sota l'Imperi les províncies es van dividir entre imperials i senatorials; el tresor de les províncies senatorials va afegir-se a l'erari mentre que les imperials va passar a ser el fiscus. August va donar prioritat a l'exèrcit i va establir un tercer tresor l'aerarium militare finançat amb noves taxes (el cinc per cent del valor de cada herència o llegat, però excloses les herències de parents propers o les que estaven per sota d'una determinada quantitat) i les contribucions imperials. Caracal·la va pujar l'impost de les herències al deu per cent, però Macrí ho va restaurar al cinc i finalment es va abolir. Com que aquest erari tenia dificultats de finançament August va establir un impost d'un u per cent per cada venda, que Tiberi va rebaixar al mig per cent i Calígula va abolir; una altra taxa era la que es pagava per cada esclau que es comprava, inicialment al dos per cent i després al quatre. També s'incloïa a aquest erari el botí militar que no es repartia als soldats.
L'erari i el fisc es van mantenir separats fins al temps de Marc Aureli que va unificar de fet els dos i s'anomenaven indistintament tant erari com fisc.
Durant la República la disposició dels diners de l'erari corresponia als qüestors amb alguns drets pels cònsols (ni el dictador podia tocar els diners sense una orde del senat). La magistratura dels qüestors va desaparèixer l'any 45 aC i les seves funcions a l'erari van passar als dos prefectes de la ciutat, però al 43 aC es van tornar a elegir qüestors. August els va privar d'aquestes funcions l'any 28 aC i les va donar a dos prefectes escollits pel senat entre els pretors que acabaven el període. El 23 aC es van crear els dos pretors de l'erari (praetores aerarii o pretores ad aerarium) que van durar fins al temps de Claudi que va restaurar els qüestors i Neró va establir els praefecti aerarii. Sota Vespasià es van establir altre cop els praetores aerari però sota Trajà van tornar els prefectes que exercien per dos anys (praefecti aerarii Saturni) amb uns qüestors com ajudants (quaestores aerarii Saturni).
L'erari militar era administrat per prefectes escollits entre els pretors que acabaven el període i eren de nomenament de l'emperador; se'ls esmenta com praefecti aerarii militaris.